# Oratorio di San Giovanni Battista (Cascina)
(Anna Franchi, da "La Lettura" - "Da Càscina a Casciana", 1928 set)
L'oratorio di San Giovanni Battista è un piccolo oratorio che appartenne in un primo momento ai cavalieri di Rodi (detti successivamente cavalieri di Malta) e si affaccia sul corso principale della città di Cascina.
La chiesa fu edificata alla fine del Trecento per volontà di Bartolo Palmieri da Cascina, appartenente all'Ordine dei cavalieri gerosolimitani, l'attuale Sovrano militare ordine di Malta.
La semplice struttura in laterizio, a navata unica in due campate di uguale misura e coperta con volte a crociera, è totalmente rivestita all'interno di un ciclo di affreschi del senese Martino di Bartolomeo (1398) raffiguranti storie dell'Antico Testamento come la Crocifissione, Scene della vita di san Giovanni Battista, Santi, Figure di profeti, gli Evangelisti, Allegorie religiose, Scene del Vecchio Testamento e lo Zodiaco.
Nel 1919 divenne l'oratorio proprietà delle suore carmelitane di santa Teresa. In quegl'anni i dipinti furono in parte restaurati dal pittore fiorentino Tommaso Baldini ed hanno visto un ulteriore restauro a cura della Sovrintendenza di Pisa alla fine degli anni novanta. Attualmente la chiesa è proprietà dell'ente parrocchia di Cascina.